# Кузнецов, Сергей Сергеевич (футболист)
Серге́й Серге́евич Кузнецо́в (укр. Сергій Сергійович Кузнецов; род. 31 августа 1982, Харьков) — венгерский и украинский футболист, выступавший на позиции нападающего. После окончания игровой карьеры — тренер.

## Клубная карьера
Сергей Кузнецов родился в Харькове. В 1991 году его отец, также Сергей Кузнецов, перешёл из одесского «Черноморца» в венгерский «Ференцварош». Там и начинал свои первые футбольные шаги Сергей Кузнецов-младший, пройдя с 1991 по 2000 год все ступени футбольной школы «Ференцвароша», первым тренером был Ракоши Дюла.
В 2000 году перешёл в финский клуб «Йокерит», в котором завоевал серебряные медали. В начале 2001 года прошёл тренировочные сборы в московском «Спартаке» Олега Романцева, но не подошёл российскому клубу.
В 2001 году «Ференцварош» вернул Кузнецова, который вместе с клубом за два года стал серебряным и дважды бронзовым призёром чемпионата Венгрии, а также обладателем Кубка Венгрии.
В 2003 перешёл в Белоруссию в клуб «Гомель» в котором стал чемпионом страны. Через год перешёл в молдавский клуб «Шериф», став чемпионом Молдавии. В 2005 году выступал на правах аренды в украинском клубе «Ворскла», где провёл 12 матчей, не забив ни одного гола.
В 2006 году, также на правах аренды играл в литовском клубе «Ветра», где стал бронзовым призёром, а также лучшим бомбардиром — и первым среди иностранцев — чемпионата Литвы.
В 2007 году перешёл в клуб первого российского дивизиона «Носта». В первом сезоне стал вторым бомбардиром команды после Эльдара Низамутдинова. В 2008 году перешёл во львовские «Карпаты», с которыми подписал контракт на два с половиной года.
В феврале 2010 года был отдан в полугодичную аренду во владикавказскую «Аланию». С 2011 по 2014 год играл за «Севастополь». После аннексии Крыма Россией команда была расформирована.
В августе 2014 года перешёл в ужгородскую «Говерлу», за которую дебютировал 18 числа против харьковского «Металлиста». 17 февраля 2016 официально стал игроком харьковского «Металлиста».
В феврале 2018 года, после перерыва возобновил карьеру в ФК «Балканы». 1 июля 2018 года завершил карьеру игрока.

## Тренерская карьера
В июне 2018 года вошёл в тренерский штаб Олега Кононова в тульском «Арсенале».
12 ноября 2018 года после перехода Кононова в московский «Спартак», Кузнецов вошёл в его штаб.
29 сентября 2019 года, сразу после отставки Олега Кононова, Кузнецов был назначен исполняющим обязанности главного тренера «Спартака». 14 октября 2019 года покинул «Спартак», после того, как клуб возглавил Доменико Тедеско.
26 октября 2020 года вошёл в тренерский штаб Ласло Бёлёни в «Панатинаикосе», заняв должность ассистента. 11 мая 2021 года покинул клуб после увольнения Бёлёни.
28 августа 2022 года начал свою самостоятельную тренерскую карьеру, возглавив клуб «Диошдьёр», выступающий во второй по силе лиге Венгрии.
24 февраля 2024 года стал главным тренером в клубе «Дьёр».

## Достижения

### Командные
- Серебряный призёр чемпионата Финляндии: 2000
- Обладатель Кубка Венгрии: 2003
- Серебряный призёр чемпионата Венгрии: 2002/03
- Бронзовый призёр чемпионата Венгрии (2): 2000/01, 2001/02
- Чемпион Белоруссии: 2003
- Чемпион Молдавии: 2003/04
- Бронзовый призёр чемпионата Литвы: 2006
- Победитель Первой лиги Украины: 2012/13

### Индивидуальные
- Лучший бомбардир чемпионата Литвы (18 голов): 2006
- Лучший бомбардир Первой лиги Украины (18 голов): 2012/13
- Лучший игрок Первой Лиги Украины: 2012/13